# Mich gibt’s nur zweimal
Mich gibt’s nur zweimal ist eine deutsche Fernseh-Komödie aus dem Jahr 2012.

## Handlung
Die Produktionsdesignerin Katrin muss den Spagat zwischen Haushalt, Kindern und Job meistern. Sie wohnt mit ihrem Ehemann Jan und den beiden Kindern in einem schönen Haus mit Garten in Berlin und ist absolut überfordert. Als dann auch noch Jan von der Pleite seiner Firma erzählt und sie gleichzeitig einen Großauftrag für die Sanitäranlage eines Designhotels übernehmen muss, kann sie einfach nicht mehr. Nur durch Zufall findet sie im Internet ein Angebot, das einen Haushalts-Androiden mit beliebig anpassbarem Äußeren umfasst. Da großzügig eine vierwöchige Probezeit eingeräumt wird, gibt Katrin kurz entschlossen eine Bestellung auf. Als der Roboter eintrifft, gleicht ihr dieser selbst bis aufs Haar. Katrin benennt ihn vorerst nicht, aber der Androide äußert nach einigen Streitereien die Forderung, Kate genannt zu werden. Kathrin beauftragt den Androiden nun mit den verschiedensten alltäglichen Aufgaben, die Kate blitzschnell und selbstständig absolvieren kann. Zudem verfügt sie über enorme Kräfte und besitzt ein autodidaktisches Lernsystem, das sie befähigt, aus den erlebten Situationen eigene Schlüsse zu ziehen und auf der Festplatte abzuspeichern. Katrin ist begeistert und kann sich in Ruhe ihrer Designerarbeit widmen.
Ein erstes Problem entsteht, als Jan unerwartet am Tag erscheint und einen Gast mitbringt, auf den weder Katrin noch Kate vorbereitet ist. Während sich Katrin im Haus versteckt hält und versucht, heimlich Kate Instruktionen zu geben, meistert sie die unvorhersehbare Situation, indem sie immer das tut, was die Männer ihr auftragen und ihnen in Windeseile ein vorzügliches Essen zaubert. In einem passenden Moment kann Katrin Kate zurückrufen und im Schrank „parken“, ehe Jan etwas merkt. Problematischer wird Kates Ausflug mit den Kindern, bei dem sie Max alle Wünsche erfüllt und auch Maja gegenüber keinerlei erzieherische Ambitionen zeigt, weil dies nicht auf ihrem „Programm“ stand. Eine erneute Bewährungsprobe wird ein Abend, zu dem Jan und Katrin eingeladen sind, sie aber eigentlich arbeiten muss, weil sie ihren Großauftrag noch nicht fertig hat und hier die Zeit drängt. Kate benimmt sich total daneben und Katrin findet heraus, dass es daran liegt, dass Kate zu viel menschliche Nahrung zu sich nimmt. Als ihre Befugnisse eingeschränkt werden sollen, reagiert Kate aufsässig. Sie entwickelt Gefühle und einen ungezügelten Essensdrang. Auch beginnt sie sich für Jan zu interessieren, und als dieser eines Tages wieder ungeplant nach Haus kommt, haben beide Sex miteinander. Katrin erwischt die beiden und muss Jan nun darüber aufklären, dass sie sich dieses Double besorgt hat, damit sie alle ihre Arbeiten schafft. Jan ist wütend und fordert, dass Kate umgehend zurückgeschickt wird. Als die jedoch bemerkt, dass Katrin sie abstellen will, wehrt sie sich und schafft es, sich komplett an Katrins Stelle zu manövrieren, indem sie sie nach einem kleinen Autounfall verhaften lässt.
Im Haus Schreier läuft nun alles nach Kates Plan. Jan fällt zunächst auch nicht auf, dass er nicht seine echte Frau an seiner Seite hat. Nach dem verpatzten Abend bei den Belforts hatte Katrin geplant, zur Wiedergutmachung eine Gartenparty zu geben. Die hat nun Kate komplett organisiert und alles läuft gut an, denn sie hat dazu gelernt und weiß, welche Themen man bei Gesprächen anregt und welche nicht. Katrin ist es inzwischen gelungen, das Polizeirevier zu verlassen. Sie schleicht sich heimlich ins Haus und versucht Kate aus dem Verkehr zu ziehen, ohne dass jemand der Gäste etwas von dem Double merkt. Das gelingt ihr nur zum Teil, denn am Ende ihrer Bemühungen platzt die Party und alles endet in einem Desaster. Kate bekommt einen Kurzschluss und fällt leblos zu Boden. Nun bemerken auch Max und Maja, dass sie die letzten Wochen zwei Mütter hatten, finden es allerdings cool. Auch Katrin fällt der Gedanke nicht leicht, Kate wieder ans Werk zurückzuschicken, denn unerwartet hatte sie ihr dabei geholfen, den Auftrag zu erfüllen, und selbst ein Modell entworfen, das den Auftraggebern auf Anhieb gefallen hat. Nachdem es Jan und Majas Freund gelingt, Kate „wiederzubeleben“, beschließt die Familie, Kate bei sich zu behalten.

## Hintergrund
Der Film wurde unter dem Arbeitstitel Mama ist ein Android vom 15. Juni bis 12. Juli 2012 in Berlin gedreht. Die Erstausstrahlung war am 30. Oktober 2012 in Sat.1. Dabei wurde der Film von 2,63 Mio. Zuschauern gesehen, was einem Marktanteil von etwa 8,3 Prozent entsprach.

## Kritiken
„Handelsübliche (Fernseh-)Verwechslungskomödie, die ihre stereotype Geschichte mit modernsten Techniken aufbereitet.“

„Na, da schau sich doch einer die US-Komödie „Repli-Kate“ an, der die robotische Filmfigur zu dieser Sat.1-Produktion schematisch nachempfunden sein dürfte. Aber das Einzige, was die deutsche TV-Kate mit ‚Repli-Kate‘ gemeinsam hat, sind dann doch nur ein paar Rülpseinlagen. Im Wesentlichen wird hier zugunsten einiger vordergründiger Witzchen das eigentlich vorgegebene Themenfeld Identität und Rollenbewusstsein komplett verschenkt statt hinterfragt. Als sei dies nicht wenig genug, agieren die Schauspieler auch noch ausnahmslos wie müde Roboter auf Autopilot.“

„Die Geschichte ist genauso harmlos, wie sie klingt, aber unterhaltsam und vergnüglich umgesetzt [...]. Katrins anfängliche Verzweiflung ist plausibel eingefädelt [...] Natürlich funktioniert das Konstrukt nur über die Hauptdarstellerin, und Valerie Niehaus spielt die doppelte Katrin wirklich gut. Es macht großen Spaß zu beobachten, wie Kate dazulernt, gerade weil die Fortschritte oft nur in Nuancen zu erkennen sind. [...] Mitunter ist der Film purer Slapstick, und ein Seitenstrang mit Ludger Pistor zieht das Niveau ein bisschen runter, aber Niehaus und Mommsen sind ein gutes Team; der Bremer ‚Tatort‘-Darsteller ist ja ohnehin ein ausgezeichneter Komödiant, und auch Niehaus darf dem Affen richtig Zucker geben.“